# Filipini
Republika Filipini (filipinski Repúbliká ng̃ Pilipinas, engleski Republic of the Philippines) je otočna država u Jugoistočnoj Aziji. Ustavno uređenje: predsjednička republika. Iako su Filipini demokracija, od 1965. do 1986. njima je autoritarno vladao Ferdinand Marcos. Kasnije je Joseph Estrada također prakticirao autoritarnost, ali je svrgnut.
Ova otočna država smještena je u zapadnom dijelu Tihog oceana. Filipinska otočna skupina odvojena je na zapadu od Vijetnama Južnim kineskim morem, a na jugu ju od Indonezije odvaja Celebesko more. Proteže se od 5° do 21° sjeverne zemljopisne širine, i od 117° do 126° istočne zemljopisne dužine. To je, iza Indonezije, Madagaskara, Papue Nove Gvineje i Japana peta po veličini otočna država na svijetu. Zemljopisno, Filipinsko otočje smatra se dijelom Indonezijskog otočja.

## Povijest
Pretpostavlja se kako su se prvi Filipinosi, pripadnici plemena Aeta, prije oko 25 000 godina doselili s azijskog kopna prešavši preko prevlake koja je u to doba još postojala. Za njima su se prije otprilike 6000 godina te ponovo oko 1000. pr. Kr. naselili takozvani Protomalajci, pomorci koji su preko Tajvana naseljavali obale Filipina i Indonezije. Oni su uveli način života karakterističan za mlađe kameno doba poput poljoprivrede (obrada rižinih polja pod vodom) i novog oruđa, te su potisnuli Aete u brda. Oko 300. pr. Kr. na obale Filipina pristaju Deuteromalajci koji dolaze u velikim brodovima na vesla, barangayima. Oni su primjenom novih tehnika, kao što je obrada metala i tkanje označili kraj kamenog doba. Društvene odnose organizirali su u hijerarhiju sličnu onoj na brodu. I danas se jedna seoska zajednica na Filipinima zove Barangay.

### Kolonijalno doba
Portugalac Ferdinand Magellan pristao je u ožujku 1521. na otok Samar ploveći pod španjolskom zastavom od rta Horn prema Molučkim otocima. Zahvaljujući njemu, osobito imajući na umu da je istražio i ostale otoke ovoga otočja pokrštavajući usput domorodce, zapadni svijet je doznao za postojanje ove otočne skupine. U razdoblju vladavine kralja Filipa II., Miguelu Lópezu de Legazpiju pošlo je za rukom da uime španjolskog kralja zaposjedne otoke Visayas. Istodobno je otočju nadjenuo ime Las Islas Felipinas, Filipinski otoci, čime je označen službeni početak španjolske kolonijalne vladavine koja će potrajati 333 godine. Za vrijeme kolonijalne vladavine Manila se razvila u pokretača jugoistične Azije. Između 1604. i 1815. odatle su do Acapulca u Meksiku, jedanput do dvaput godišnje, plovili slavni manilski galeoni natovareni porculanom, svilom, parfemima i začinima. Na povratku su se na brod ukrcavali novi doseljenici, misionari i državni službenici. Misionarstvo se odvijalo uspješno i brzo. U provincijskim gradovima vladali su alkaldi, mjesni suci, koji su se doseljavali na Filipine bez ikakve imovine. Urođenike se prisiljavalo da alkaldima prodaju svoje proizvode i od njih kupuju njihove po cijenama koje bi ovi odredili. Posljedice ovakva načina gospodarenja na dobrobit samo jedne strane osjećaju se još i danas, naime korupcija i nepotizam među birokracijom su jako rašireni. Francuska revolucija 1789. utrla je put društvenim promjenama i na Filipinima, no istinski napredak nastupa tek u 19. stoljeću usporednu s buđenjem nacionalne svijesti i pozivom na slobodu.

### Američka okupacija
U Španjolsko-američkom ratu 1898. Amerikanci osvajaju Filipine. No isprva obećana neovisnost još nije stečena. Na poticaj ilegalne organizacije Katipunan pokrenut je još u doba španjolske vlasti opći ustanak na čelu s Emiliom Aguinaldom, koji je 12. lipnja 1898. proglasio neovisnost Filipina i stao na čelo republike koja se nalazila u gerilskom ratu. Prvi civilni guverner Filipina postao je 1901. kasniji američki predsjednik William Howard Taft. Pod njegovom upravom Amerikanci su ulagali u infrastrukturu i školstvo. Filipinci su postupno stekli autonomiju na regionalnoj razini, a potom 1935. i djelomičnu državnu autonomiju. Za prvog predsjednika izabran je Manuel L. Quezon. Tijekom II. svjetskog rata filipinsko-američki odnosi stavljeni su na tešku kušnju. Nakon napada na Pearl Harbor 1941. uslijedila je japanska invazija na obale Filipina. Tako je zemlja 1942. potpala pod japanski nadzor. Japan je u listopadu 1943. proglasio Filipinsku republiku i imenovao Josea Laurela njezinim predsjednikom. Amerikanci su već 1944. ponovno osvojili Filipine, a Japanci su kapitulirali 1945. godine.

### Neovisnost i razdoblje poslije II. svjetskog rata
Predsjednik Manuel A. Roxas koji je izabran u travnju 1946., proglasio je 4. srpnja iste godine neovisnost Filipina. Zemlja je dobila ustav po uzoru na američki. 1965. predsjednik je postao Ferdinand Marcos. Kako bi izbjegao reformu Ustava predviđenu za 1973., kojom je predsjednička republika trebala postati parlamentarna, on je godinu dana prije toga u zemlji proglasio izvanredno stanje koje je potrajalo sve do 1981. godine. Potom je zemljom vladao diktatorski. Korupcija i nepotizam, kojima je vlastiti narod opljačkao za nekoliko milijardi američkih dolara, poprimile su dotad nepojmljive razmjere. Vrhunac državnog kriminala bilo je ubojstvo vođe opozicije Beninga Aquina pri njegovu povratku iz progonstva. Rastući otpor stanovništva i završetak američka potpore natjerali su Marcosa na bijeg iz zemlje. Godine 1986. predsjednica je postala Aquinova udovica Corazon Aquino. Ona je novim ustavom spriječila zloporabu predsjedničke vlasti ograničivši mandat predsjednika na šest godina, a trajanje izvanrednog stanja na najviše 60 dana. Prva se odluka međutim pokazala kao politička prepreka, prije svega u slučaju predsjednika Fidela Ramosa, izabranog 1992., koji je u okviru projekta Philippines 2000 osjetno poboljšao prilike u zemlji, i to obzirnom ekonomskom politikom, borbom protiv siromaštva, oštrim mjerama štednje i suzbijanjem nepotizma. Njega je na položaju naslijedio Joseph Estrada za čijeg je mandata zemlja ponovno krenula unatrag. Međutim, narodu se više nije svidio ponovni povratak na staro korupcijsko gospodarstvo pa je Estradu početkom 2001. otjerao s položaja nakon samo tri godine mandata. Njegovo mjesto je zauzela dotadašnja potpredsjednica, Gloria Macapagal Arroyo, koja je i 2004. osvojila predsjednički mandat. U svibnju 2010. predsjednik je postao Benigno Aquino III. Na kraju lipnja 2016. predsjednik je postao Rodrigo Duterte.

## Geografija i priroda
Otočna skupina Filipina duga je 1700 kilometara i geografski se dijeli u četiri krajobrazne cjeline:
- na sjeveru je glavni otok Luzon sa susjednim otocima
- u središtu je otočna skupina Visayas s glavnim otocima Cebu i Bohol
- na jugu Mindanao i otočje Sulu
- na zapadu otok Palawan dug 400 kilometara sa susjednim otocima. Palawan je poput vrha koplja usmjeren prema Kalimantanu s kojim je nekoć bio povezan prevlakom.

Od ukupno oko 7100 otoka stalno je nastanjeno samo oko 860; mnogi otoci su ustvari morske hridi. Na jedanaest najvećih otoka, koji zauzimaju 95% ukupne površine državnog teritorija, živi velika većina stanovništva.

### Vulkanske erupcije i potresi
Položaj ove otočne skupine na geološkoj morskoj brazdi našega planeta uzrok je čestih vulkanskih erupcija uglavnom praćenih kopnenim i podmorskim potresima. Podmorski potresi često izazivaju goleme valove zvane tsunami, koji izazivaju teške poplavne štete u priobalnim područjima. Od 47 vulkana stalno je aktivno još 17, među kojima je i 2400 metara visok Mayon na Luzonu sa svojim savršeno oblikovanim stošcem, kao i najviši vrh Filipina, Mount Apo, visok 2954 metra, na otoku Mindanao.

#### Erupcija Pinatuba 1991.
15. lipnja 1991., nakon 600 godina mirovanja, erumpirao je vulkan Pinatubo u planinama Zambales u središnjem dijelu otoka Luzon. Oblaci erupcije sezali su 40 kilometara uvis, sve do stratosfere. nebo se potpuno zacrnilo, a pepeo, komadi kamenja i pijeska zatrpali su golem prostor oko vulkana slojem debelim nekoliko metara. Dugotrajne i snažne kiše koje je donio sa sobom tajfun, što je u to vrijeme harao ovim područjem, izazvao je razorne lavine blata, takozvane lahare, koje su se potom skrutile stvarajući sloj tvrd poput betona. I danas jake kiše mogu izazvati pojavu lahara. Vulkan se smirio tek u rujnu kad su u punom svjetlu postale vidljive konačne posljedice ove katastrofe: opustošeno je više tisuća hektara poljoprivrednog zemljišta, uništeno je više od 40 000 domova, bez krova nad glavom je ostalo 250 000 ljudi. Smrt je snašla 900 stanovnika ovog područja, a mnogi među njima živjeli su na samoj planini.

### Monsunske kiše
Klimu i količinu godišnjih oborina određuju monsunski vjetrovi koji se mijenjaju ovisno o godišnjem dobu. Kad se zimi zrak nad kontinentom ohladi, tone prema tlu te se u smjeru juga spušta prema moru. Suhi sjeveroistočni monsun između prosinca i svibnja donosi Filipinima dosta sunčanih dana, a do veljače i umjerene temperature. Ljeti se pak azijsko kopno zagrijava, ugrijani zrak se diže, pa u blizini tla struji prema kopnu hladniji zrak s mora. Vlažni jugozapadni monsun donosi sa zapadnog dijela Tihog oceana između svibnja i studenog obilne oborine praćene tropskim ciklonima. Količina kiše ovisi o nadmorskoj visini i geografskoj širini, a iznosi između 1000 i 4500 milimetara.
Azijske ciklone, brzine vjetra do 240 km/h, u istočnoj Aziji se zovu tajfunima. Oni uglavnom pustoše sjeverni dio Filipina, i to u razdoblju od lipnja do studenog. Golema prostranstva ove zemlje tada su poplavljena, a često je uništena i sva ljetina. Ipak, još više štete od tajfuna izazivaju jake, višednevne kiše na rubnim područjima ciklona koje nastaju prije i nakon prolaska olujnog vjetra. U roku od samo nekoliko sati rijeke se izlijevaju iz svojih korita, dok se potoci pretvaraju u bujice koje nose sve što im se nađe na putu. Na mjestima na kojima su planinske šume iskrčene, kiša ispire slojeve zemlje s obronaka te stvara velike erozivne brazde, sve dok na koncu ne ostanu samo ogoljene stijene.

## Etimologija
Ime države dolazi od španjolskog kralja Filipa II., po kome je Ruy López de Villalobos 1542. godine nazvao otoke Leyte i Samar. Kasnije se naziv "Filipinsko otočje" (Las Islas Filipinas) počeo primjenjivati za sve otoke otočja. Prije nego što se ovo ime ustalilo, Španjolci su rabili nazive Islas del Poniente (Otoci zapada) i San Lázaro (to ime im je dao Magellan).

## Stanovništvo
Stanovništvo u Filipinima poraslo je od 1990. do 2008. godine za oko 28 milijuna. Prvi službeni popis stanovništva u Filipinima je proveden 1877. godine i zabilježio je populaciju od 5.567.685 stanovnika.  Prema popisu iz 2011. godine Filipini su postali 12. najmnogoljudnija zemlja svijeta, s populacijom od preko 94 milijuna. Procjenjuje se da polovica stanovništva živi na otoku Luzonu. Stopa rasta stanovništva između 1995. do 2000. je od 3,21% smanjena na procijenjenih 1,95% za razdoblje od 2005. do 2010. što ostaje sporno pitanje. Prosječna dob je 22,7 godina s 60,9% u dobi od 15 do 64 godina starosti. Očekivano trajanje života pri rođenju je 71,94 godina, (75,03 godine za žene i 68,99 godina za muškarce).
Postoji oko 11 milijuna Filipinaca izvan Filipina.  Od liberalizacije imigracijskih zakona u SAD-u 1965. godine, broj ljudi u SAD-u koji ima filipinsko podrijetlo je znatno porastao. Nekoliko milijuna Filipinaca radi u Bliskom Istoku.
Pismenost (2000.): muškarci 96%, žene 95%.
Stupanj urbanizacije (udio gradskog stanovništva) (2000.): 59%
Demografski podaci:
- rodnost (2000.): 27‰
- smrtnost (2000.): 5‰
- očekivana životna dob (2000.): 69 godina

Narodnosni sastav (1995.):
- Tagaloganci 29%
- Cebuanci 23%
- Ilokanci 9%

## Religija
Rimokatolička vjera je dominantna religija i najveća kršćanska zajednica, s procjenama da oko 80% stanovništva pripada toj vjeri na Filipinima. Zemlja ima značajnu španjolsku katoličku tradiciju, a španjolski stil katoličanstva vrlo je ugrađen u kulturu, koja je stečena od svećenika ili redovnika. Tradicijama je snažno izražena u mnogim procesijama, gdje se okuplja veliki broj ljudi, u čast svog sveca zaštitnika.
Islam je stigao na Filipine u 14. stoljeću s dolaskom malajskih i javanski trgovaca. Postoji oko 5 do 10 milijuna muslimana na Filipinima, oko 5-10% od ukupnog broja stanovnika.  Muslimani čine oko 20 posto stanovništva otoka Mindanaa, oko 5 milijuna od 25 milijuna ljudi na Mindanau. Muslimani su većinsko stanovništvo u Autonomnoj regiji Muslimanski Mindanao gdje živi i većina filipinskih muslimana.

## Gospodarstvo
Gospodarski sastav po djelatnostima (2010.):
- primarne 13,9%
- sekundarne 31,3% (osobito proizvodnja automobila, električnih uređaja i tekstilna industrija; industrijski sektor zapošljava 15% radne snage, koja u Filipinima ukupno ima oko 40 milijuna ljudi)
- tercijarne 54,8% (uslužni sektor zapošljava 52% radne snage; raste udio usluga poslovne podrške ("bussines support services")za strane naručitelje, poput knjigovodstva i telefonskih servisa za tehničku podrškom; Filipini sudjeluju na svjetskom tržištu takvih usluga s oko 15%, te je taj sektor filipinskog gospodarstva zapošljavao 2010. god. preko pola milijuna radnika)[9]

BDP (2012.): 250 mlrd. US$
BDP po stanovniku, nominalni (2012.): 2.580 US$
Društveni proizvod po stanovniku, prema paritetu kupovne moći (2012.): 4.380 US$
Zahvaljujući visokim stopama ekonomskog rasta (preko 5% godišnje, u prosjeku), Filipini bilježe rast nominalnog nacionalnog proizvoda s 96 mlrd. US$ u 2004. godini na 250 mlrd. US$ u 2012. godini. Međunarodne prognoze očekuju u toj zemlji za razdoblje do 2016. godine čak i više stope rasta - gotovo 7% godišnje, čime se osigurava skromni porast blagostanja za rastuće stanovništvo i postupnu modernizaciju zemlje.

## Administrativna podjela
Filipini su podijeljeni u tri otočne skupine: Luzon, Visayas i Mindanao. Od ožujka 2010., država je podijeljena na 17 regija, 80 provincija, 138 gradova, 1.496 općina i 42.025 barangaysa. Osim toga, Odjeljak 2. Republičkog zakona br. 5.446 tvrdi da definicija teritorijalnog mora oko Filipinskog otočja ne utječe na zahtjev prema Sabahu (međunarodno priznati dio Malezije, prema kojem Filipini imaju pretenzije).

## Vanjske poveznice
Sestrinski projekti
|  | Zajednički poslužitelj ima stranicu o temi Filipini    |
|  | Zajednički poslužitelj ima još gradiva o temi Filipini |
|  | Wječnik ima rječničku natuknicu Filipini               |